# Protestantische Kirche (Wolfersheim)

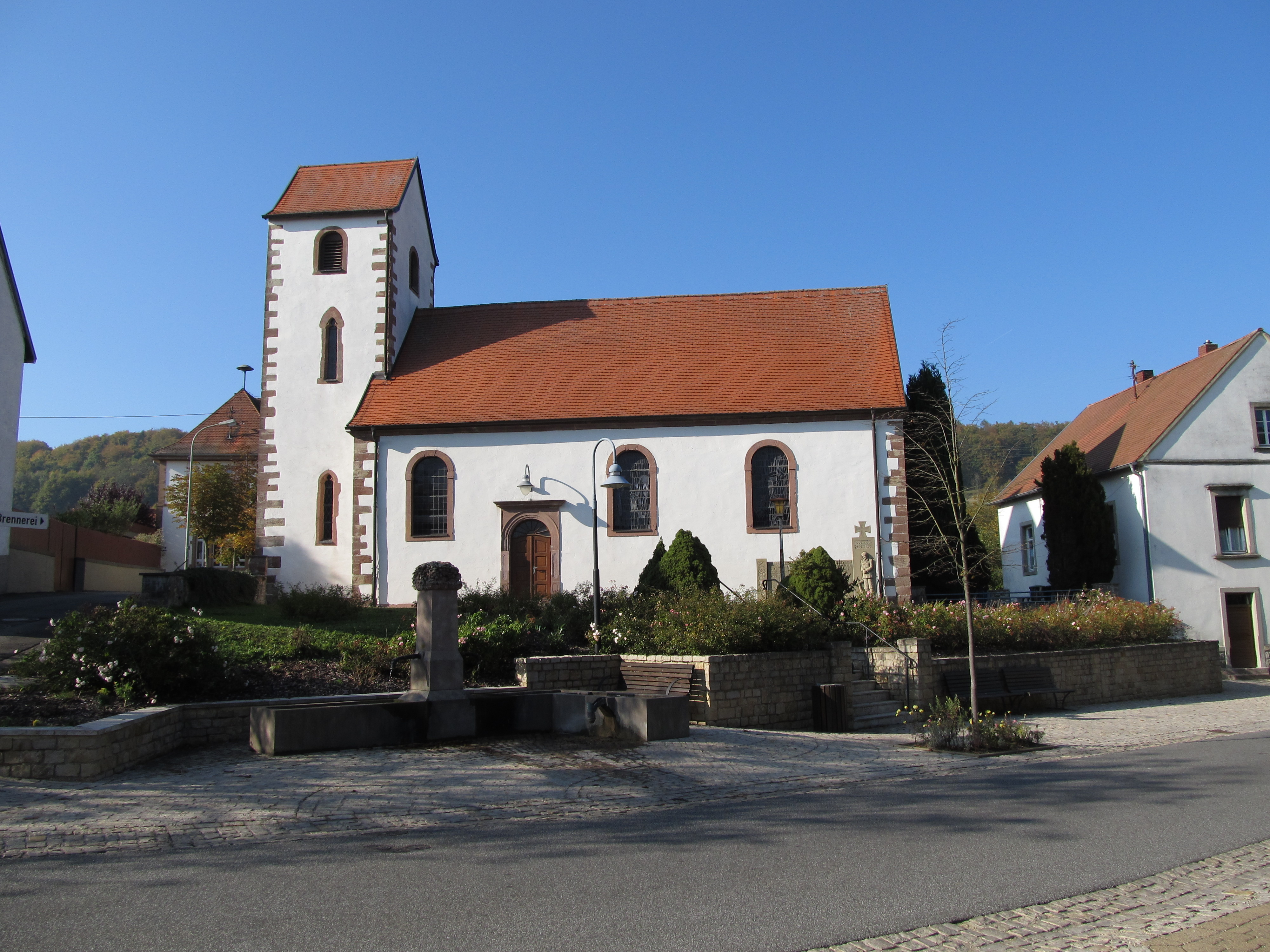
Die protestantische Kirche in Wolfersheim

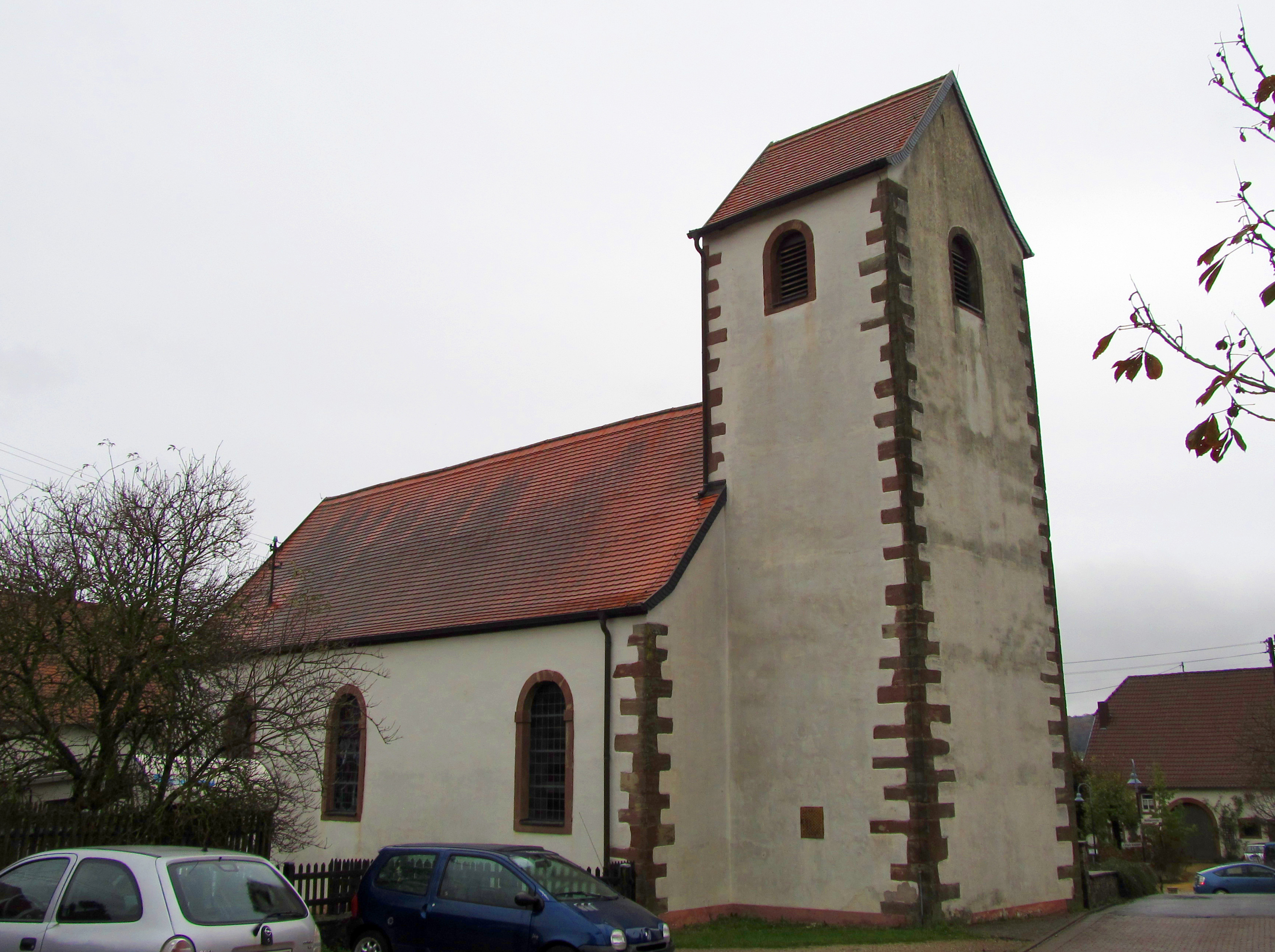
Weitere Ansicht der Kirche

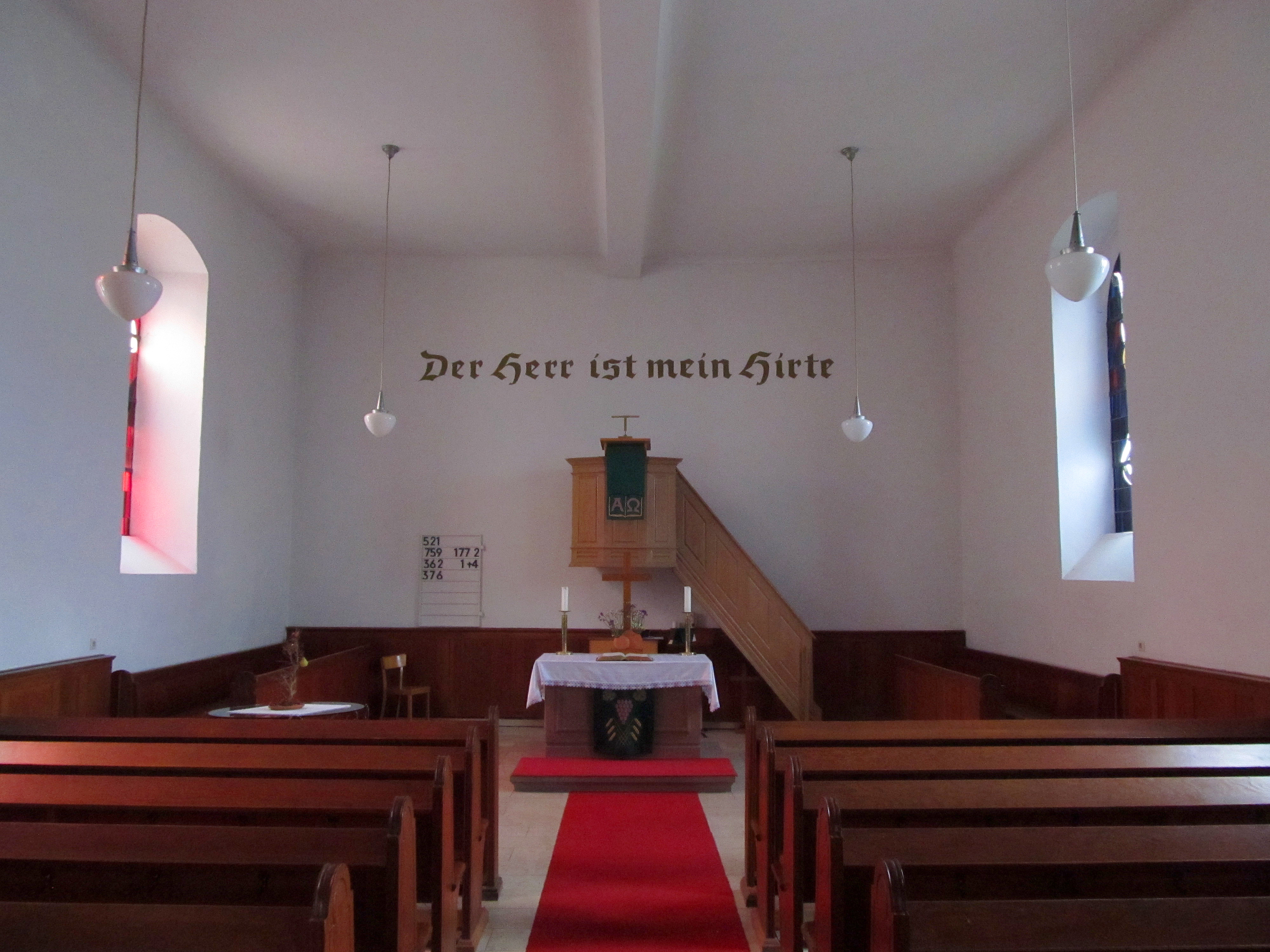
Blick ins Innere der Kirche

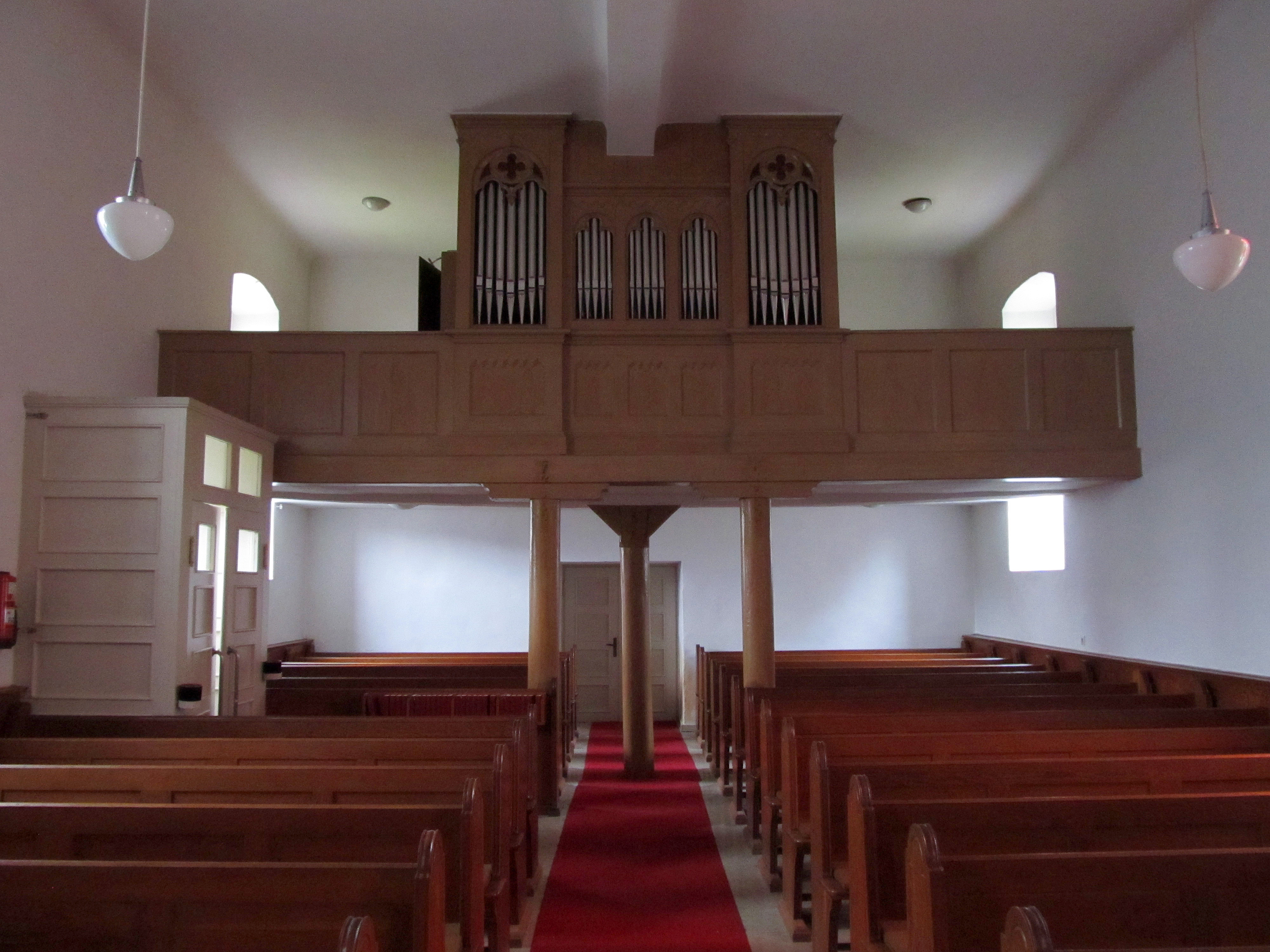
Blick zur Orgelempore

Die Protestantische Kirche Wolfersheim ist die Kirche der protestantischen Kirchengemeinde im saarländischen Wolfersheim im Kirchenbezirk (Dekanat) Zweibrücken der Evangelischen Kirche der Pfalz. Zuständig für die Kirchengemeinde Wolfersheim ist das Pfarramt Walsheim. In der Denkmalliste des Saarlandes ist die Kirche als Einzeldenkmal aufgeführt.

## Geschichte
Im 14. Jahrhundert erfolgte der Bau des bis heute erhaltenen Chorturms einer wohl ursprünglich in Nord-Süd-Richtung ausgerichteten und ehemals dem heiligen Stephan geweihten Kirche. Seit 1453 gehörte Wolfersheim zum Herzogtum Pfalz-Zweibrücken, in dem 1533 die Reformation eingeführt wurde. Als durch die Reunionspolitik Ludwigs XIV. in der zweiten Hälfte des 17. Jahrhunderts das Dorf Wolfersheim unter französische Herrschaft kam, wurde das Gotteshaus zu einer Simultankirche, die sowohl Protestanten als auch Katholiken für den Gottesdienst zur Verfügung stand. 1754 wurde das heutige Kirchenschiff errichtet. 1857 kam es im Inneren der Kirche zu einem Umbau, bei der die Empore erweitert und eine zusätzliche Abstützung für die Orgel eingebaut wurde. Nach schweren Beschädigungen im Zweiten Weltkrieg wurde das Kirchengebäude 1958–60 innen und 1974 außen restauriert. Eine weitere Restaurierung erfolgte 1996/97.

## Beschreibung
Das Kirchenschiff aus dem 18. Jahrhundert ist ein schlichter barocker Saalbau mit drei Fensterachsen. Der Chorturm aus dem 14. Jahrhundert besitzt ein Satteldach und zwei gotische Maßwerkfenster an der Südseite. Im Inneren der Kirche steht eine Glocke von 1785.

## Orgel
Die Orgel wurde 1857 durch den Orgelbauer und Musikalienhändler Gustav Schlimbach (Speyer) gebaut und besitzt folgende Disposition:
| I Manual C–f3 |            |    |
| 1.            | Principal  | 8′ |
| 2.            | Gedact     | 8′ |
| 3.            | Flöte      | 8′ |
| 4.            | Salicional | 8′ |
| 5.            | Octave     | 4′ |
| 6.            | Hohlflöte  | 4′ |
| 7.            | Flautino   | 2′ |
| 8.            | Mixtur III |    |

| Pedal C–f1 |          |     |
| 9.         | Subbaß   | 16′ |
| 10.        | Octavbaß | 8′  |

- Koppel: I/P

1960 erfolgte ein Umbau durch Lotar Hintz (Heusweiler), 1974 durch die Firma Walcker (Ludwigsburg). 2003 wurde von Walcker (Kleinblittersdorf) eine Teilrestaurierung durchgeführt. Das einmanualige Instrument, das mit einem seitenspieligen Spielschrank in die  Emporenbrüstung eingebaut ist, verfügt über 10 Register und mechanische Schleifladen.
| I Manual C–f3 |            |            |
| 1.            | Principal  | 8′         |
| 2.            | Gedact     | 8′         |
| 3.            | Octave     | 4′         |
| 4.            | Hohlflöte  | 4′         |
| 5.            | Nazard     | 2 ⁄3′      |
| 6.            | Flautino   | 2′         |
| 7.            | Terz       | 1 3⁄5′     |
| 8.            | Mixtur III | [ Anm. 1 ] |

| Pedal C–f1 |          |     |
| 9.         | Subbaß   | 16′ |
| 10.        | Octavbaß | 8′  |

- Koppel: I/P

Anmerkungen
1. ↑  laut Beschriftung, tatsächlich aber V 1 1⁄3′

## Glocken
Im Kirchturm befinden sich drei Glocken, darunter Hermann Hamms große Saarbefreiungsglocke von 1936. Sie hängt bis heute an einem originalen Bogenjoch, das der Glockengießer im gleichen Jahr anfertigte. Wegen ihrer Inschrift musste die Glocke im Zweiten Weltkrieg nicht abgegeben werden und überstand ihn unversehrt. 1952 goss die französische Glockengießerei Causard eine kleinere Glocke, und 1970 wurde eine Glocke der Glockengießerei Bachert angeschafft, die die Lücke zwischen den beiden vorhandenen Glocken schließt. Eine 1785 von Christoph Klein (Ernstweiler) gegossene Glocke wurde nach dem Krieg wegen eines Sprunges vom Turm genommen und steht seit 1950 im Kirchenschiff. Ihr Schlagton ist nicht bekannt.
| Nr. | Name                 | Ton | Gewicht (kg) | Durchmesser (cm) | Gießer, Gussort           | Gussjahr | Inschrift |
| 1   | Saarbefreiungsglocke | a1  | 445          | 89,5             | Hermann Hamm, Frankenthal | 1936     | EIGENTVM DER EVANGELISCHEN KVLTVSGEMEINDE ZVR ERINNERVNG AN DIE SAARABSTIMMVNG 13. IANVAR 1935. EHRE * FRIEDE * FREIHEIT MEISTER HAMM FRANKENTHAL GOSS MICH 1936. |
| 2   |                      | c2  | 228          | 74,1             | Bachert, Heilbronn        | 1970     | |
| 3   |                      | d2  |              |                  | Causard, Colmar           | 1952     | HALTET AN AM GEBET. JESUS CHRISTUS GESTERN UND HEUTE UND DERSELBE AUCH IN EWIGKEIT.                                                                               |